# ロスコモン県
ロスコモン県（愛: Contae Ros Comáin、英: County Roscommon）は、アイルランドのコノート地方の県。2016年の人口は64,226人。アイルランドのほぼ中央に位置する。

## 主な都市
- ロスコモン